# 奥南運河
奥南運河（おくなうんが）は、愛媛県宇和島市（旧北宇和郡吉田町）に所在する運河。

## 概要
愛媛県宇和島市の北部、旧吉田町西部、大良半島（大良鼻）基部に開削された運河。宇和島湾と法華津湾を結ぶ運河で、江戸時代初頭の寛永3年（1626年）に開削された。過去には、「間の堀切り」とも呼ばれていた。長さ約400m、水深3ｍ、底幅20ｍ。
開削された江戸時代から利用されていたが、大正時代までに運河を超える土橋が流出したり、土砂流入によって干潮時には干潟が出現し航行に支障をきたす状態になってきた。喜佐方村（後に吉田町と合併・現在は宇和島市域）出身で、山下汽船（後に合併して商船三井）・山下財閥の創業者である山下亀三郎が後援し、浚渫作業に着手、1927年（昭和2年）に完了した。第二次世界大戦後には、国の開発保全航路に指定されたことで、定期的な浚渫工事が実施されている。また、運河を超える橋として、奥南橋が建設され1926年（大正15年）に完成している。